# El Paraíso Verde
El Paraíso Verde ist eine geschlossene Wohnanlage etwa 12 km südlich von Caazapá in Paraguay, die sich an deutschsprachige Einwanderer richtet. Zielgruppe sind unter anderem Querdenker und Impfgegner.
Gegründet wurde der Ort im Departamento Caazapá von  Erwin Annau und seiner Frau Sylvia, ehemalige Scientologen aus Österreich. Die Fläche wird von der Firma Reljuv SAECA verwaltet. Auf einer Fläche von 1600 Hektar lebten im Januar 2022 etwa 150 Aussiedler aus der Schweiz, Deutschland und Österreich, geplant ist nach Werbematerial eine Bevölkerung von 6000 Personen. Das Gelände ist eingezäunt und wird von Männern mit Schusswaffen bewacht.